# Rotmeer-Picassodrückerfisch
Der Rotmeer-Picassodrückerfisch (Rhinecanthus assasi) oder Arabische Picassodrückerfisch lebt im Roten Meer, und im äußersten nordwestlichen Indischen Ozean im Golf von Aden, dem Golf von Oman und dem Persischen Golf. Er ist die einzige Art der Gattung Rhinecanthus im Roten Meer und dort unverwechselbar.

## Merkmale
Der Rotmeer-Picassodrückerfisch wird 30 Zentimeter lang. Farblich ähnelt er dem indopazifischen Bauchfleck-Picassodrückerfisch (Rhinecanthus verrucosus), ihm fehlt aber dessen charakteristischer dunkler Fleck am Bauch. Beim Rotmeer-Picassodrückerfisch ist die Analregion gelb oder rotbraun vom sonst weißlichen Bauch abgesetzt. Vor dem Schwanzstiel liegt ein weißes Feld, das mit drei schwarzen Längsstreifen markiert ist. 

## Lebensweise
Er lebt im flachen Wasser von Riffterrassen und Saumriffen bis in einer Tiefe von zehn Meter. Jungfische halten sich zwischen ästigen Steinkorallen (Acropora, Pocillopora und Stylophora) auf oder verbergen sich in Schneckenhäusern. Rotmeer-Picassodrückerfische ernähren sich vor allem von bodenbewohnenden Wirbellosen. 